# Пидлужная, Юлия Витальевна
Юлия Вита́льевна Пидлу́жная (1 октября 1988, Лесной, Свердловская область) — российская спортсменка, мастер спорта России международного класса по лёгкой атлетике (прыжки в длину).

## Спортивная биография
Прыжками в длину начала заниматься в СДЮСШОР «Факел» города Лесного (тренер Н. А. Кузнецов). Первых профессиональных успехов добилась в 2005 году, когда приняла участие в чемпионате мира по лёгкой атлетике среди юниоров в прыжках в длину, где заняла 9-е место.
В 2006 году стала чемпионкой России в помещении среди юниоров и приняла участие в чемпионате мира по лёгкой атлетике среди юниоров.
В 2007 году выиграла бронзовую медаль на чемпионате Европы среди юниоров в Хенгело (Нидерланды).
В 2011 году выиграла бронзовую медаль на чемпионате Европы по лёгкой атлетике в помещении в Париже (Франция), прыгнув на 6,75 м. В том же 2011 году заняла третье место на чемпионате России по лёгкой атлетике, с результатом 6,83 м.
Серебряный призёр Универсиады-2011 в Шэньчжэне.
В 2015 году выиграла бронзовую медаль на чемпионате России по лёгкой атлетике в помещении, прыгнув на 6,56 м.
В июле 2015 года стала победительницей Универсиады-2015 в Кванджу.
В 2016 году была включена в сборную команду России для участия в летних Олимпийских играх в Рио-де-Жанейро, но решением МОК легкоатлетическую команду России отстранили от участия в Олимпиаде.

## Достижения
- Чемпионат Европы по лёгкой атлетике среди юниоров (2007)
- Чемпионат Европы по лёгкой атлетике в помещении (2011)
- Чемпионат России по лёгкой атлетике (2011)
- Летняя Универсиада (2011)
- Чемпионат России по лёгкой атлетике в помещении (2015)
- Летняя Универсиада (2015)